# Rhizophlyctis rosea
Rhizophlyctis rosea är en svampart som först beskrevs av de Bary & Woronin, och fick sitt nu gällande namn av A. Fisch. 1892. Rhizophlyctis rosea ingår i släktet Rhizophlyctis och familjen Spizellomycetaceae.   Inga underarter finns listade i Catalogue of Life.